# Scholae Palatinae

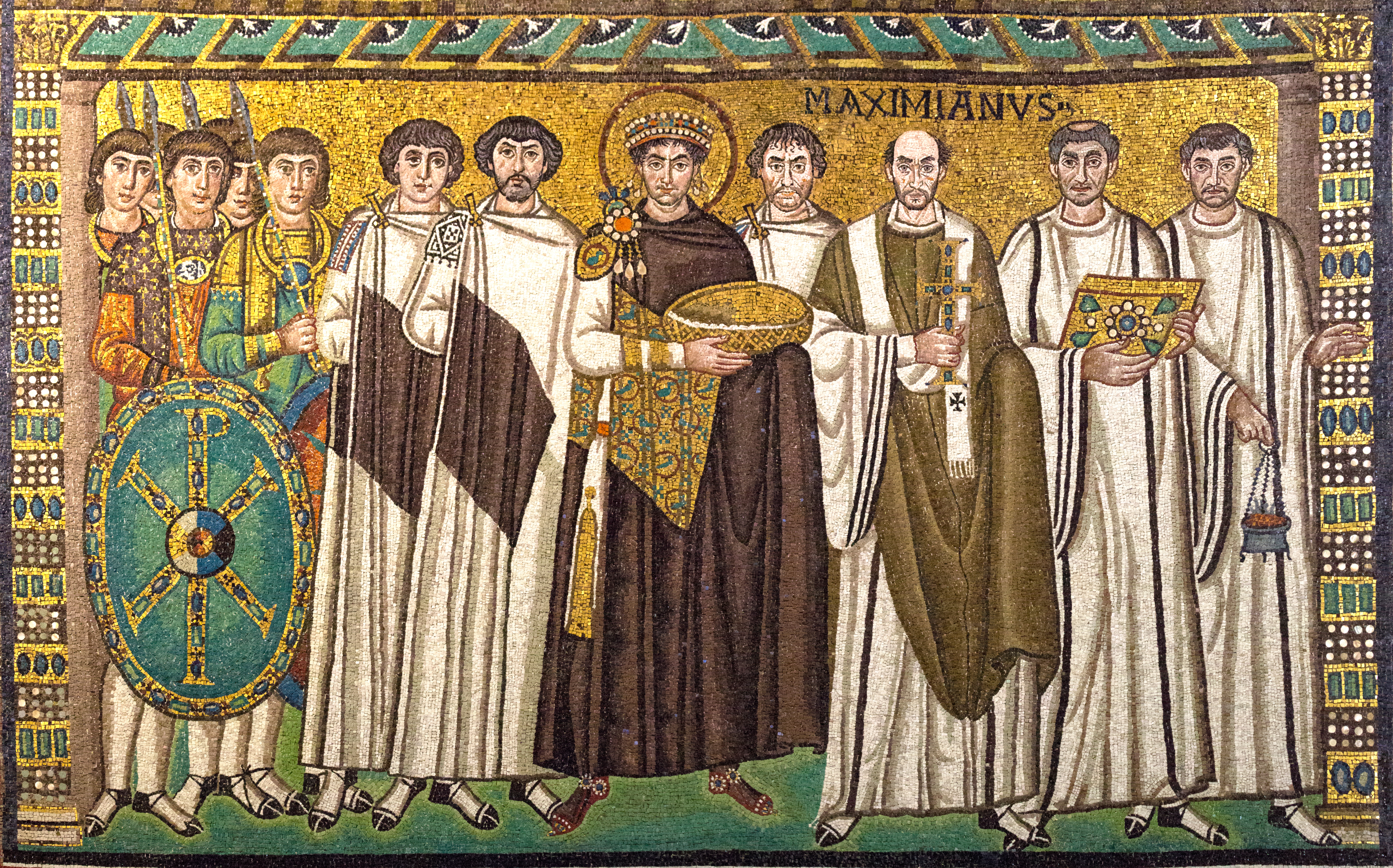
Císař Konstantin I. se svým dvorem a příslušníky Scholae po svém boku

Scholae Palatinae (latinsky, řecky Σχολαί) byla elitní palácová a osobní garda římských a později byzantských císařů. Vznikla v pozdně starověké Římské říši v první polovině 4. století údajně jako náhrada za nedůvěryhodné pretoriány. Založení nové gardy Scholae je připisováno Konstantinovi I. Císařská osobní garda sídlila v kasárnách, které se nazývaly Schola Palatina.

## Název
Název je odvozen od pahorku Palatinu, na němž byl podle pověsti založen starověký Řím a kde si císař Augustus dal postavit honosný dům, který se nazýval Palatium (odtud se odvozuje název palác). Jako palatinus se označoval také císařův nejvyšší komorník a titul se užíval i v Byzanci.

## Císařská garda

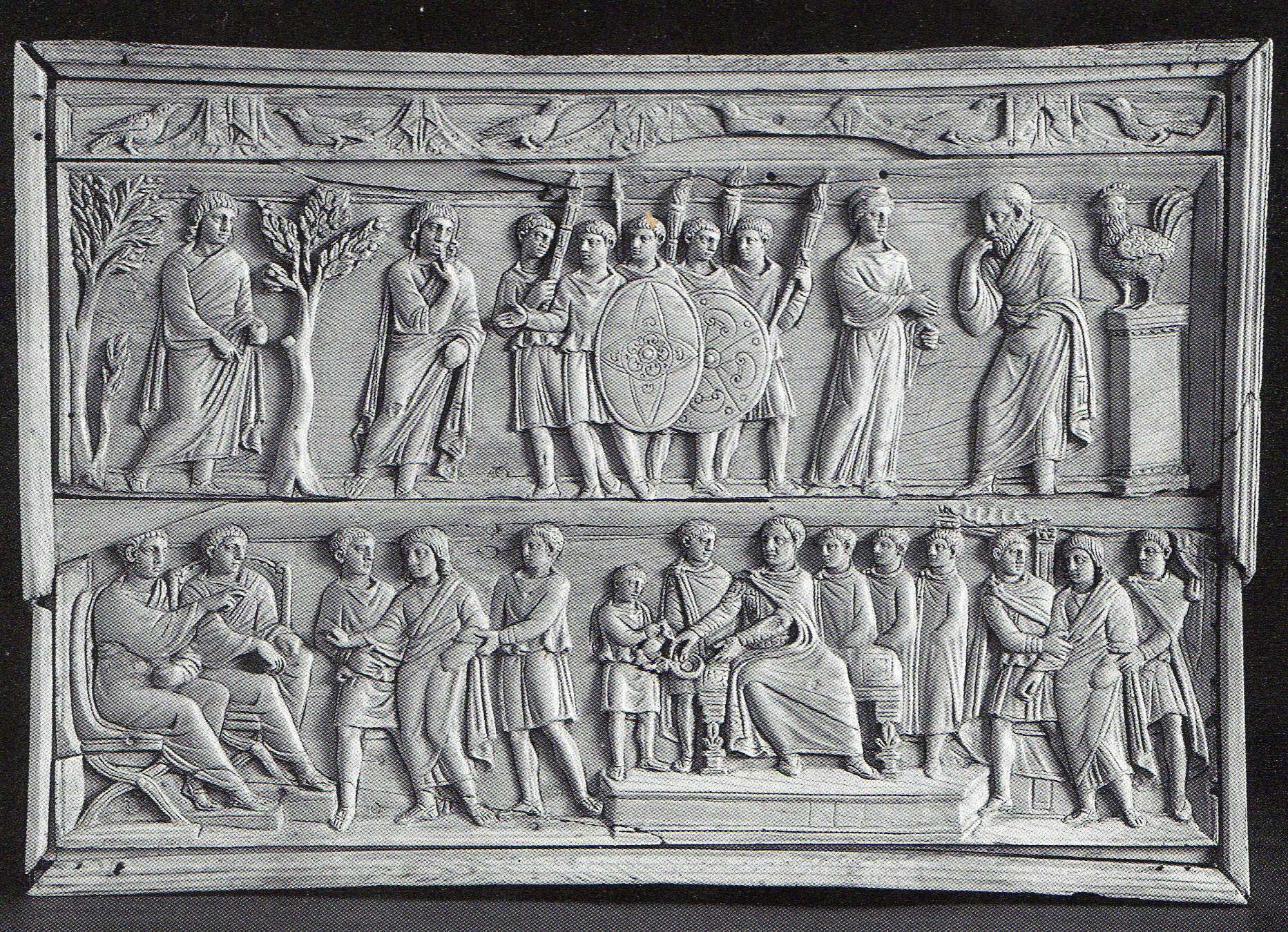
Příslušníci Scholae (postavy se štíty) na reliéfu ze 4. století

Rozpuštění pretoriánů a stržení jejich římského tábora Castra Praetoria nařídil císař Konstantin I. po svém vítězství v bitvě u Milvijského mostu nad svým protivníkem Maxentiem. Většina Maxentiovy armády byla tvořena právě pretoriánskými kohortami. Krom toho pretoriáni několikrát v minulosti jako osobní císařská stráž selhali a svého císaře zavraždili. Později jako náhradu za equites singulares Augusti, jízdní složku pretoriánů, vytvořil Konstantin nové elitní jednotky Scholae Palatinae. Ti poté plnili funkci osobní a palácové elitní gardy římských císařů. Přežili pád západořímské říše a sloužily východořímským (byzantským) císařům až do 11. století, kdy byly rozpuštěny císařem Alexiem I. Komnenem.
Za vlády Konstantina V. byla garda Scholae zařazena do systému tzv. tagmat, profesionálních vojenských útvarů byzantské armády oddaných císaři.

## Galerie

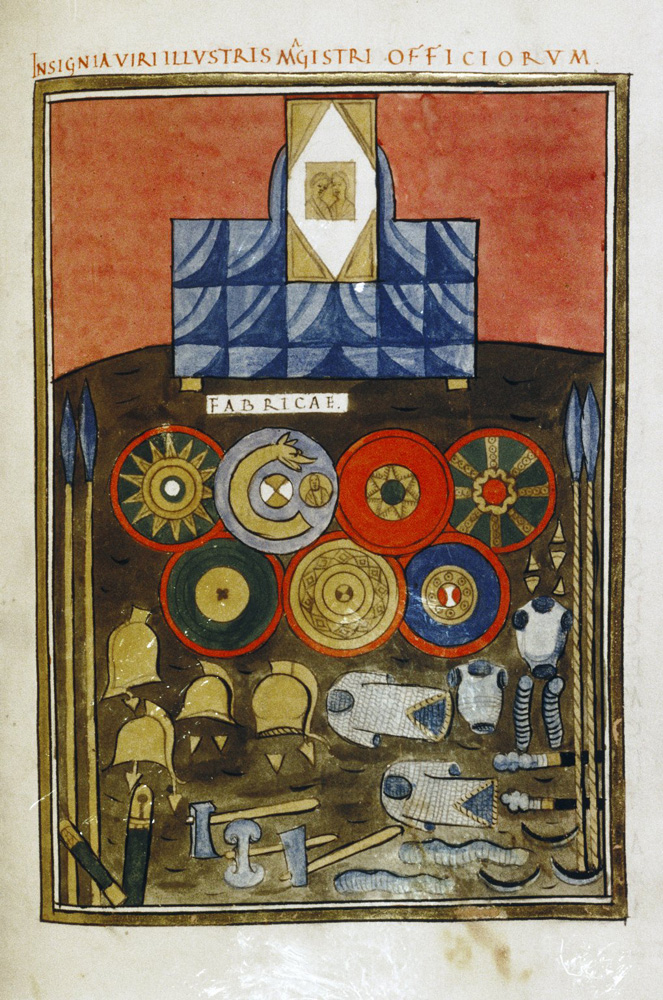
insignie západních Scholae v Notitia Dignitatum
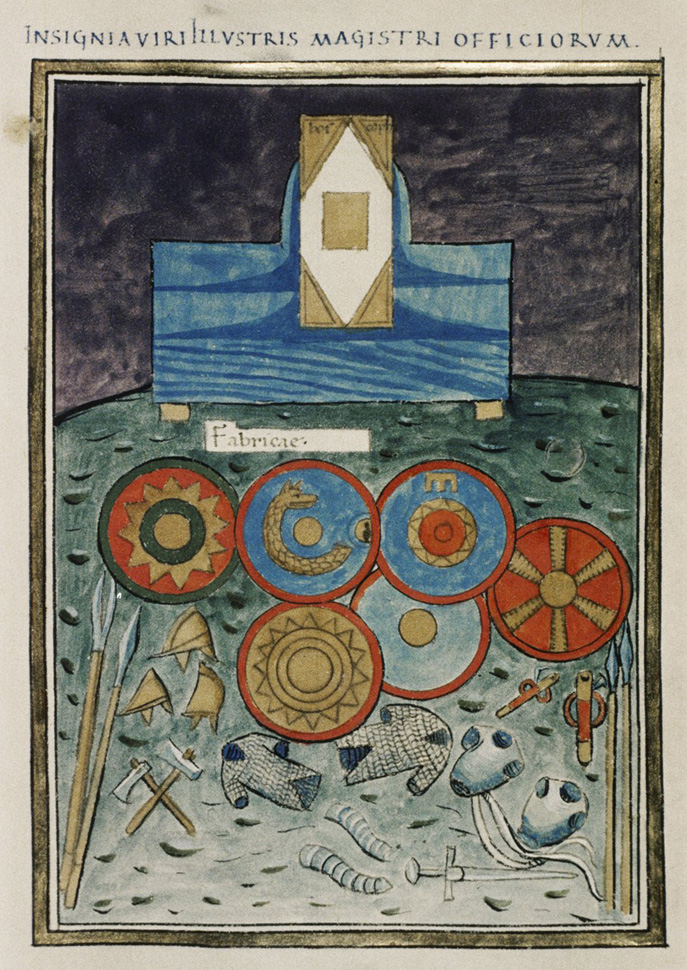
insignie východních Scholae v Notitia Dignitatum